# 時の面影
『時の面影』（ときのおもかげ、英語：The Dig）は、2021年に公開されたNetflixオリジナルのドラマ映画。脚本家モイラ・バフィーニが脚色を手がけ、舞台演出家・俳優として知られるサイモン・ストーンが監督を務めた。出演はキャリー・マリガン、レイフ・ファインズ、ジョニー・フリン、リリー・ジェームズなど。ジョン・プレストンの同名小説「The Dig」が原作。

## あらすじ
第2次世界大戦が迫る1939年、サフォーク州の地主エディス・プリティは、自分の所有するウッドブリッジ近郊のサットン・フーにある大きな墳丘墓を発掘するため、地元の独学の発掘家バジル・ブラウンに依頼をする。当初、イプスウィッチ博物館と同賃金を提示するが、それでは不十分と拒否され12％増の週給2ポンドでブラウンは了承することになった。

元雇い主は、ローマの別荘の仕事をするようブラウンを説得するが、うまくいかない。12歳で最終学歴を終えたブラウンは、この墳丘墓はヴァイキング時代ではなく、7世紀のアングロサクソン時代ではないか、と推定する。

## キャスト
※括弧内は日本語吹替
- エディス・プリティ - キャリー・マリガン（甲斐田裕子）

夫に先立たれた未亡人。サフォーク州の地主。
- バジル・ブラウン - レイフ・ファインズ（中博史）

アマチュアの考古学者。
- ローリー・ローマックス - ジョニー・フリン（松田修平）

エディスの従弟。英国空軍に召集される。
- ペギー・ピゴット - リリー・ジェームズ（下山田綾華）

遺跡発掘チームの既婚女性。ローリーに惹かれていく。

## 日本語版制作スタッフと日本語字幕
- スタジオ：グロービジョン株式会社
- 翻訳：砺波紀子
- 録音：野本和弘
- 調整：安部雅博
- 演出：本吉伊都子
- 制作進行：山岡美潮

- 日本語字幕　守口由季

## 評価
2021年1月14日に限定的に劇場公開され、その後、2021年1月29日にNetflixでストリーミング配信された。批評家から好評を博し、英国アカデミー賞では優秀英国映画賞を含む5部門でノミネートされた。